# Amata ragazzii
Amata ragazzii  là một loài bướm đêm thuộc phân họ Arctiinae, họ Erebidae.